# 普加喬夫區

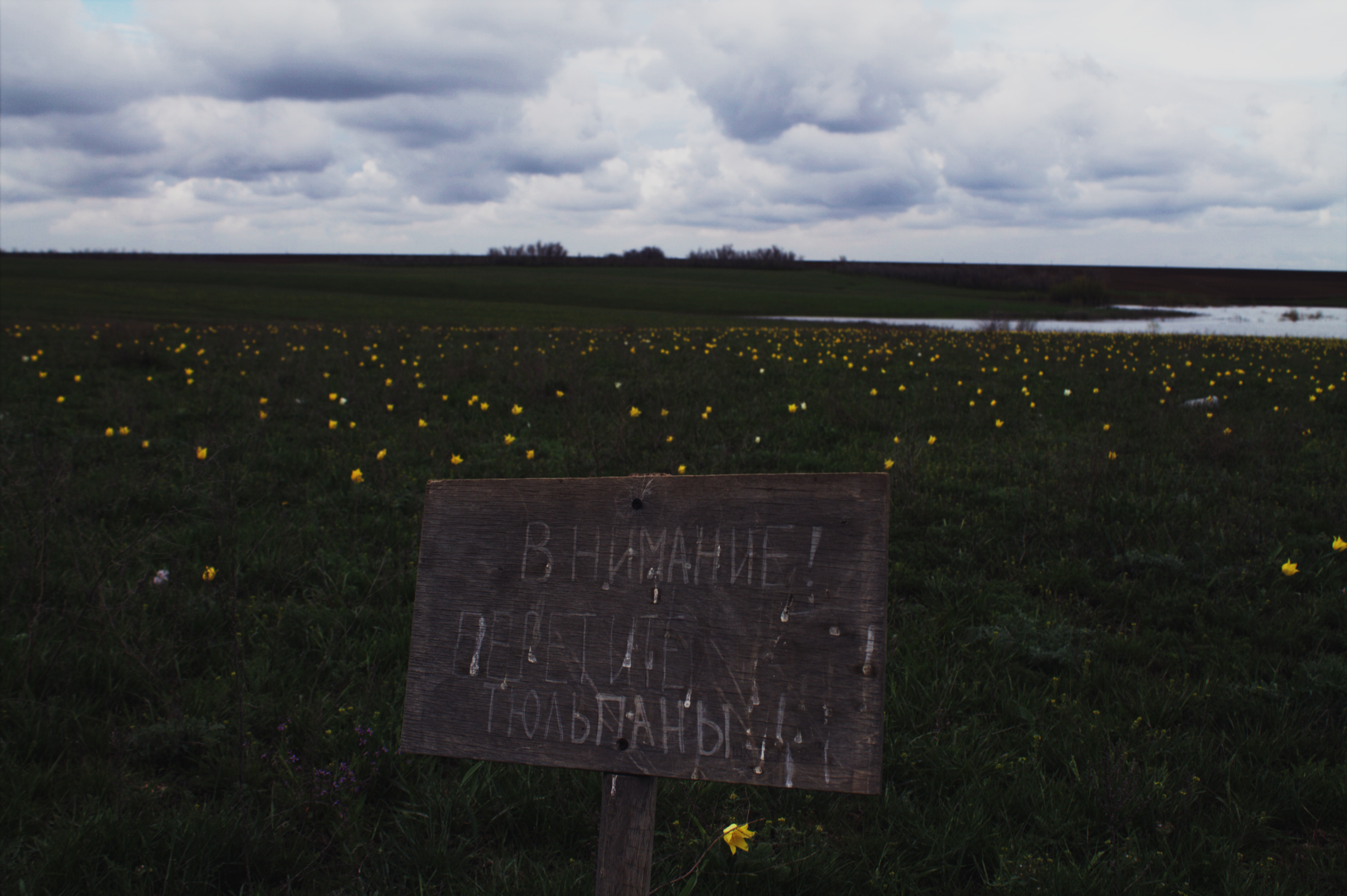

52°01′N 48°48′E / 52.017°N 48.800°E
普加喬夫區（俄语：Пугачёвский район），是俄羅斯的一個區，位於該國西南部，由薩拉托夫州負責管轄，面積3,800平方公里，2010年人口20,031，人口密度每平方公里5.27人。